# دانوب سرخ
دانوب سرخ (انگلیسی: The Red Danube) فیلمی آمریکایی در سبک رمانتیک، درام، و جنگی به کارگردانی جورج سیدنی است که در سال ۱۹۴۹ منتشر شد.

## بازیگران
- والتر پیجن
- اتل باریمور
- پیتر لافورد
- آنجلا لنسبوری
- جنت لی
- لوئیس کالهرن
- فرانسیس ال سالیوان
- آلن نیپی‌یر
- دوریس لوید
- ریچارد فریزر